# Lò A Tư
Lò A Tư (sinh ngày 16 tháng 4 năm 1991) là một chính trị gia người Việt Nam, dân tộc Mảng. Ông hiện là đại biểu Quốc hội Việt Nam khóa XIV nhiệm kì 2016-2021, thuộc đoàn đại biểu Quốc hội tỉnh Lai Châu,Phó bí thư đảng ủy, Chủ tịch ủy ban nhân dân xã Trung Chải, huyện Nậm Nhùn, tỉnh Lai Châu, Ủy viên Hội đồng Dân tộc của Quốc hội. Ông lần đầu trúng cử đại biểu Quốc hội năm 2016 ở đơn vị bầu cử số 2, tỉnh Lai Châu gồm có các huyện: Phong Thổ, Mường Tè, Sìn Hồ và Nậm Nhùn.

## Xuất thân
Lò A Tư quê quán ở xã Nậm Ban, huyện Sìn Hồ, tỉnh Lai Châu.
Ông hiện cư trú ở bản Nậm Sảo 1, xã Trung Chải, huyện Nậm Nhùn, tỉnh Lai Châu.

## Giáo dục
- Giáo dục phổ thông: 9/12
- Trung cấp Tài chính Ngân hàng
- Cử nhân luật Kinh tế

## Sự nghiệp
Ông gia nhập Đảng Cộng sản Việt Nam vào ngày 7/7/2015.
Khi lần đầu ứng cử đại biểu Quốc hội Việt Nam khóa 14 vào tháng 5 năm 2016 ông đang là Ủy viên Hội đồng nhân dân xã, Chủ tịch mặt trận Tổ quốc xã Trung Chải, làm việc ở Ủy ban nhân dân xã Trung Chải, huyện Sìn Hồ, tỉnh Lai Châu.
Ông đã trúng cử đại biểu Quốc hội năm 2016 ở đơn vị bầu cử số 2, tỉnh Lai Châu gồm có các huyện: Phong Thổ, Mường Tè, Sìn Hồ và Nậm Nhùn, được 80.716 phiếu, đạt tỷ lệ 63,52% số phiếu hợp lệ.
Ông hiện là Phó bí thư đảng ủy, Chủ tịch Ủy ban nhân dân xã Trung Chải, huyện Nậm Nhùn, tỉnh Lai Châu, Ủy viên Hội đồng Dân tộc của Quốc hội.
Ông đang làm việc ở Ủy ban nhân dân xã Trung Chải, huyện Nậm Nhùn, tỉnh Lai Châu.